# Wolfgang Müller-Osten

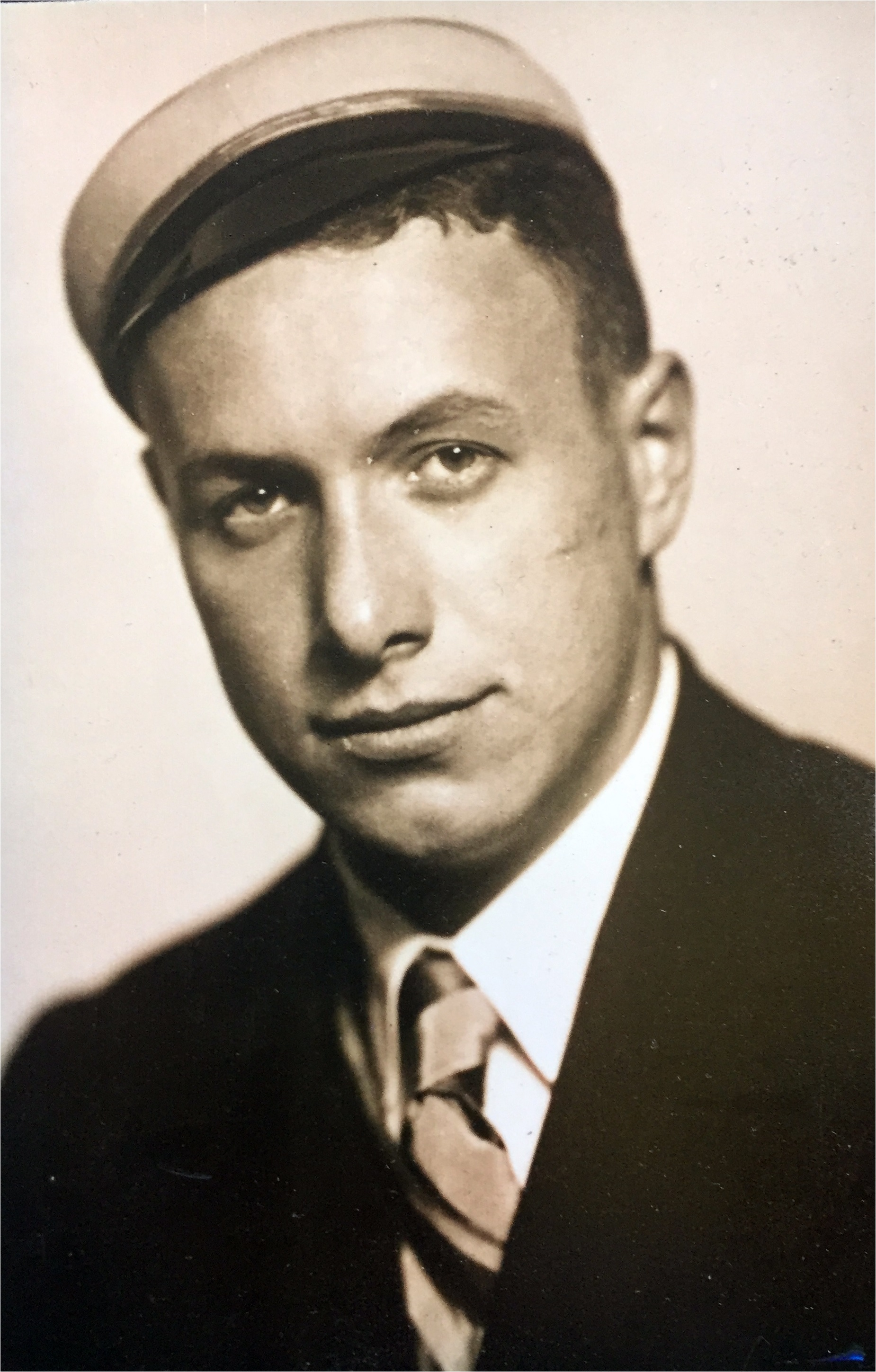
Wolfgang Müller-Osten (1929)

Wolfgang Müller-Osten (* 1. August 1910 in Breslau; † 15. August 1995 in Bühlerhöhe) war ein deutscher Chirurg und Standespolitiker.

## Leben

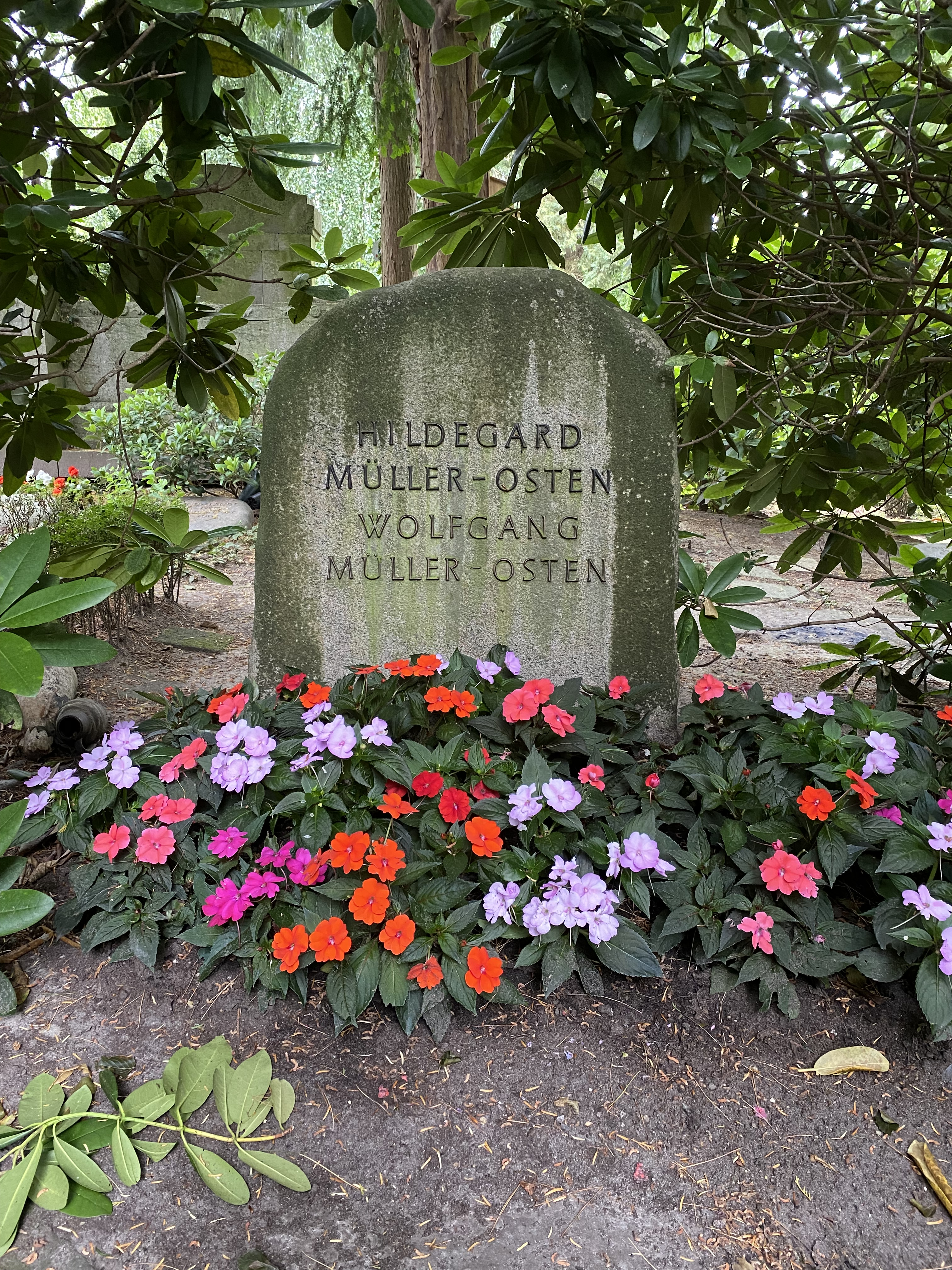
Grabstätte

Müller-Osten studierte an der Schlesischen Friedrich-Wilhelms-Universität Medizin. 1929 wurde er im Corps Lusatia Breslau aktiv. Im Zweiten Weltkrieg war Müller-Osten Sanitätsoffizier in der Kriegsmarine. Er fuhr auf dem Leichten Kreuzer Emden und war 500 Tage mit dem Hilfskreuzer Orion auf See. Da er als Marineoberstabsarzt die chirurgische Universitätsausbildung anstrebte, hospitierte er an den großen chirurgischen Kliniken in Erlangen (Otto Goetze), Straßburg und Berlin (Otto Nordmann). Mit dem Kriegsende musste er seine akademischen Pläne begraben. Um „seine parteipolitische Unabhängigkeit zu erhalten“, ließ er sich 1950 in Hamburg als Chirurg nieder. Müller-Osten engagierte sich in der 1953 gegründeten Vereinigung frei praktizierender Chirurgen in Hamburg. Aus ihr entwickelte sich 1960 der Berufsverband der Deutschen Chirurgen, dessen 1. Vorsitzender er 1961 wurde. Er amtierte bis 1982 als bislang dienstältester Präsident. Wie die meisten Breslauer Lausitzer war er seit dem 6. November 1993 Mitglied des mit Lusatia Leipzig gebildeten gemeinsamen Corps. Er starb kurz nach seinem 85. Geburtstag und wurde auf dem Nienstedtener Friedhof in Hamburg beigesetzt.
Mit seinem Vermögen gründete Müller-Osten die Wolfgang-Müller-Osten-Stiftung. Alljährlich vergibt sie „ein Stipendium zur Förderung wissenschaftlicher Arbeiten, die sich mit der Geschichte der Chirurgie, der Erhaltung von Substanz und Einheit der Chirurgie, der Zukunftsentwicklung der Chirurgie, der Qualitätssicherung der chirurgischen Tätigkeit in Krankenhaus und Praxis, den wissenschaftlichen und ethischen Grundlagen des ärztlichen, insbesondere des chirurgischen Berufes befassen“.
Der Berufsverband der Deutschen Chirurgen vergibt in unregelmäßigen Abständen seit 1997 die Wolfgang-Müller-Osten-Medaille an Mitglieder, die sich um den Verband verdient gemacht haben. Unter den Preisträgern befinden sich namhafte Chirurgen wie Friedrich Stelzner, Hans-Jürgen Peiper und Karsten Vilmar. Über viele Jahre wurde der nicht-habilitierte Müller-Osten als nichtständiges Mitglied in den Beirat der (universitären) Deutschen Gesellschaft für Chirurgie gewählt. Friedrich Stelzner, Ordinarius in Bonn, würdigte ihn als „Gideon“.

## Ehrungen
- Ehrenpräsident des BDC
- Honorarprofessor
- Ernst-von-Bergmann-Plakette